# مایکل سالیوان (ورزشکار)
مایکل سالیوان (انگلیسی: Michael Sullivan؛ زادهٔ ۶ دسامبر ۱۹۴۲) ورزشکار ورزش تیراندازی اهل بریتانیا است.
وی در مسابقات کشوری و بین‌المللی در مجموع برندهٔ ۱ مدال برنز شده‌است.